# Таконіт
Таконіт (рос. таконит, англ. taconite, нім. Takonit m) — метаморфічна порода, залізистий мікрокварцит, різновид залізистої кременисто-глинистої породи; чорна на колір кремениста руда з низьким вмістом заліза (в США). За Р.Петровим — загальна назва сильно метаморфізованих смугастих залізорудних гірських порід.
Назва походить від назви гори Таконік (англ. Taconic Range) в Сполучених Штатах Америки.
Таконіт містить: кварц, гематит, магнетит, біотит, хлорити, амфіболи, карбонати та інші. Це докембрійський осадовий камінь, що належить до смугастих руд через характерну зміну між залізовмісними шарами та шиферними або рисковими шарами. Дуже тонко розподілений вміст заліза у вигляді магнетиту становить від 25 до 30 %.
Найбільші родовища таконіту знаходяться США, в районі озера Верхнього. Найбільший район, де добувають таконіти — залізорудний район Месабі (англ. Mesabi Iron Range) в штаті Міннесота, США.
Оскільки вміст заліза в таконіті відносно невисокий, то промислова розробка родовищ таконітів почалася порівняно недавно, в 1950-і роки, після того, як були відпрацьовані родовища з більш високим вмістом заліза.
У СРСР докембрійські залізисті породи, включаючи таконіти, називалися залізистими кварцитами.
Переробка таконіту включає його тонке подрібнення до розкриття залізовмісного компоненту та наступну магнітну сепарацію. Концентрат порошкоподібного заліза потім грудкують разом з бентонітом і вапном в гранули крупністю до 1 см, які містять приблизно 65 % заліза. Потім пелети нагрівають до високих температур для подальшої обробки для окиснення магнетиту (Fe3O4) до гематиту (Fe2O3).

## Інтернет-ресурси
- «Taconite» [Архівовано 3 грудня 2013 у Wayback Machine.], Minnesota Department of Natural Resources
- Mesabi Iron Ore Range, Geography
- «History of Silver Bay», Silver Bay, Minnesota Official Website